# PVTrain
 (décembre 2014).
Si vous disposez d'ouvrages ou d'articles de référence ou si vous connaissez des sites web de qualité traitant du thème abordé ici, merci de compléter l'article en donnant les références utiles à sa vérifiabilité et en les liant à la section « Notes et références ».
PVTrain - Photovoltaïque Train, est le nom du projet de recherche appliquée établi en 2002 par les chemins de fer italiens et expérimentant l'utilisation de panneaux photovoltaïques installés sur le toit des trains

## Description du projet
Le projet PVTrain est mené par l’Unità Tecnologie Materiale Rotabile di Trenitalia (unité Technologique Matériel Roulant de Trenitalia) des chemins de fer italiens - FS avec une participation financière de la Communauté européenne. Ce projet s'inscrit dans le cadre du programme LIFE environnement.
C'était la première expérience d'utilisation de panneaux photovoltaïques installés sur le toit de plusieurs types de trains en service régulier. Ce projet était original car c'était la première expérience d'utilisation de capteurs solaires sur un support mobile. Les expériences précédentes dans le domaine ferroviaire avaient vu l'utilisation de ce type de production d'énergie pour des installations fixes à faible consommation comme la signalisation et des structures fixes. Vu le caractère novateur de l'expérience, le projet qui devait durer deux ans s'est poursuivi jusqu'en 2005 afin de mieux mesurer son évolution dans le temps.
Le but premier recherché par les Ferrovie dello Stato était de vérifier si l'énergie électrique produite par des capteurs solaires (cellules photovoltaïques) pouvait assurer l'alimentation des installions annexes ou secondaires et alimenter les batteries à bord des trains. Il était entendu que l'énergie de traction ne pouvait que venir de la caténaire, vu les puissances nécessaires.
Les objectifs étaient les suivants :
- diminuer la production de gaz à effet de serre : les modules photovoltaïques alimentent les accumulateurs et les appareils auxiliaires des trains au cours des arrêts, sans avoir à recourir à des sources primaires d'énergie, avec une réduction de 750 grammes de dioxyde de carbone émis dans l'atmosphère par kWh d'énergie produite par des installations classiques comme un groupe électrogène,
- prolonger la durée de vie des batteries, avec un allongement de leur durée de vie en passant de 48 à 56 mois en moyenne. Le système tampon est en fait assuré par la caténaire et le contact par le pantographe de la locomotive qui alimlente tous les équipements du train mais la moindre coupure de courant fait basculer l'alimentation sur les seules batteries de secours qui sont donc soumises à des cycles répétés de charge et de décharge. Avec les cellules photovoltaïques, ces mêmes batteries sont toujours maintenues en charge constamment, avec un allongement conséquent de leur cycle de vie qui détermine, à son tour, une baisse de leur fréquence de renouvellement, donc aussi une diminution des déchets dangereux.

Il est clair que le premier objectif est relativement marginal, si on le place dans le contexte de la quantité énorme d'énergie consommée par les chemins de fer principalement par la traction. Par contre, le second objectif est beaucoup plus réaliste. Parmi les applications possibles mentionnées par le projet, en plus de la recharge des batteries, il y a l'utilisation de cet apport gratuit pour le chauffage et la climatisation des wagons, les manœuvres du pantographe, l'alimentation du GPS (Global Positioning System).
Pour cette expérience, les FS ont été choisis des panneaux photovoltaïques type US.116 sous forme de "tuile photovoltaïque" à base de silicium amorphe pouvant assurer une performance optimale même dans des conditions de faible ensoleillement et adapté à des surfaces courbes comme le toit des trains. Les panneaux photovoltaïques ont été installés sur 5 voitures voyageurs, une locomotive, un autorail et 3 wagons de marchandises. 
L'énergie produite par les panneaux photovoltaïques peut avoir des utilisations très différentes en fonction du type de véhicule sur lequel ils sont installés. Ceux choisis par les FS avaient pour but de vérifier la possibilité de recharger des batteries sans aucune alimentation par la caténaire (3 kV), pendant les arrêts comme pendant les trajets :
- sur les locomotives, pour la recharge de batteries de secours,
- sur les wagons : pour recharger les batteries quand il y en a, afin d'assurer l'alimentation des serrures électriques installées pour la protection des marchandises, des capteurs de sécurité pour les marchandises dangereuses, le système d'antipatinage et le GPS.

La surface disponible sur le toit des voitures, compte tenu de leur forme courbe, est d'environ 20 mètres de long sur 2 de large. Dans cette surface, il est possible d'installer deux rangées de 8 panneaux, chacun composé de 12 x 5 tuiles photovoltaïques, pour une production de crète de 1,360 kW sous 80 V. Les voitures utilisées sont : 
- 2 voitures mixtes voyageurs-fourgon à bagages type UTMR
- 2 voitures moyenne distance dont du "Train Exposition itinérante (Train Vert)",
- 1 voiture surbaissée.

Sur le toit de chacun des trois wagons de marchandises, type Habiliss, les FS ont installé 3 modules US.116, délivrant une puissance de crête de 348 W. 
L'application des panneaux US.116 sur la locomotive FS E.636.385 comporte 6 panneaux capables de fournir une puissance totale de crête de 616 W. (Plusieurs photos de l'installation sur le toit de la locomotive E.636 sont sur le site : E.636 PVTrain
Le choix d'équiper l'autorail FS ALn 668, est un choix délibéré afin bien maîtriser les avantages d'une telle solution sur un matériel roulant diesel qui n'a pas la possibilité d'être alimenté en énergie électrique autrement que par des batteries chargées par un groupe électrogène. Cette solution allait servir de test également au niveau de la pollution par les gaz d'échappement des moteurs diesel et leur conséquences sur les panneaux photovoltaïques. Le toit de l'autorail a pu accueillir 9 modules pour une puissance de crête de 1 044 W. 
Pour garantir la validité des essais expérimentaux, les FS ont effectué, au préalable, des mesures sur les composants et le système complet : 
- sur le panneau photovoltaïque : la résistance aérodynamique et au stress par des tests en soufflerie,
- sur les convertisseurs : tests fonctionnels et d'isolation,
- véhicules à l'arrêt : tests électriques pour évaluer les performances du système de capteurs installés en matière d'efficacité et de rendement des modules individuels, avec une référence particulière à la capacité du système (convertisseur) à chercher le point de puissance maximale livrable,
- véhicule en mouvement : essais de chocs de pression lors du croisement avec d'autres trains, dans et hors des tunnels, et tests électriques.

Au cours des deux années durant lesquelles les mesures en fonctionnement normal ont été réalisées, de juin 2003 à mai 2005, les panneaux solaires ont généré un total de 1 017,41 kWh. La dernière étude liée au projet consistait à vérifier la faisabilité de mettre en œuvre, au moment de la construction d'une voiture, un toit recouvert de cellules photovoltaïques, dimensionné grâce à la mise au point d'un modèle mathématique et la simulation des effets aérodynamiques sur le toit d'une rame du Pendolino. 
Les résultats ont été bons pour les voitures de voyageurs, avec un écart d'à peine 5% par rapport aux estimations théoriques initiales. Les causes de cet écart sont nombreuses : 
- l'énergie fournie par les panneaux et absorbée par les batteries dépend du niveau de charge des batteries, si elles ne sont pas neuves,
- le convertisseur a un rendement électrique qui réduit significativement la quantité d'énergie fournie à l'accumulateur,
- les équipements supports sont très souvent en mouvement, traversent de nombreux tunnels et des zones ombragées ayant pour résultante une performance énergétique variable.

Pour les wagons de marchandise, l'autorail et les locomotives, les résultats ont été assez différents des performances escomptées. 
Les conclusions de ce projet ont abouti à la conclusion que, en l'absence de mesures incitatives fortes comme celles appliquées pour les logements, les temps n'étaient pas encore mûrs pour l'utilisation de la technologie photovoltaïque sur du matériel ferroviaire roulant. Peut-être que dans l'avenir, avec la réduction progressive des coûts des panneaux, nous verront les toits des voitures recouvertes de capteurs souples. 